# African Carom Confederation
Die African Carom Confederation (ACC) ist der afrikanische Kontinentalverband für Karambolage. Er ist Mitglied im Weltverband Union Mondiale de Billard (UMB) und wurde am 25. März 2013 in Kairo gegründet.

## Geschichte
Auf der UMB-Generalversammlung im Dezember 2012 im spanischen Valencia kündigte der ägyptische Verbandspräsident der Egyptian Federation of Billiards Sports (EFBS), El Sharif Al Hussein, an, sich vom europäischen Verband Confédération Européenne de Billard (CEB), dessen Mitglied Ägypten seit Gründung 1958 war, loszulösen und einen eigenen afrikanischen Verband zu gründen.
Unter der Schirmherrschaft der EFBS trafen sich am 25. März 2013 in Kairo der UMB-Präsidenten Jean-Claude Dupont und die sieben weiteren Gründungsmitglieder aus Algerien, Kamerun, Kongo, Libyen, Marokko, Südafrika und dem Sudan. Die Delegierten einigten sich darauf, eine Konföderation unter dem Namen „African Carom Federation“ ins Leben zu rufen. Es wurde die Schaffung eines Verwaltungsrats beschlossen, der sich aus je einem Vertreter der Föderation zusammensetzt. Sie wählten einstimmig El Sharif Al Hussein zum ersten Präsident des ACF. Die Ratifizierung des Gründungsvertrags soll mit einigen Änderungen bis zum 30. April 2013 abgeschlossen sein.
Noch im selben Jahr soll die erste kontinentale „Afrikanische Meisterschaft“ ausgerichtet werden. Wahrscheinlich wird sie mit dem im Dezember 2013 in Hurghada stattfindenden Dreiband-Weltcup verknüpft.
Mit Gründung dieses vierten Kontinentalverbandes erhofft sich die UMB eine Stärkung ihrer Position in der internationalen Welt des Sports.

## Mitglieder
- Algerien
- Ägypten
- Kamerun
- Republik Kongo
- Libyen
- Marokko
- Südafrika
- Sudan